# Spiramicină
Spiramicina este un antibiotic și chimioterapic antiparazitar din clasa macrolidelor care este utilizat în tratamentul unor infecții bacteriene și al toxoplasmozei (în timpul sarcinii). A fost izolată în anul 1954, fiind produsă de specia Streptomyces ambofaciens.